# 北愛爾蘭綠黨
綠黨（Green Party），又稱北愛爾蘭綠黨（Green Party Northern Ireland），是北愛爾蘭的綠黨。和世界各地的許多綠黨一樣，北愛爾蘭綠黨起源於1970年代末期至1980初期的反核、勞工和和平運動。自2006年開始，北愛爾蘭綠黨是愛爾蘭綠黨的一個地區分支，並且也和蘇格蘭綠黨及英格蘭和威爾斯綠黨保持關係。現在北愛爾蘭綠黨在北愛爾蘭議會並無議席。